# 邵遵道
邵遵道（1461年—？），字堯臣，江西南康府都昌縣人，民籍，明朝政治人物。

## 生平
成化十九年（1483年）癸卯科江西鄉試第六十六名。成化二十三年（1487年），登丁未科第三甲第一百一十名進士。曾官廣東揭陽縣知縣。

## 家族
曾祖邵思本；祖父邵元博；父邵庸，母陳氏。重庆下。兄宗道。弟有道、弘道。